# (35339) 1997 GS16
1997 GS16 (asteroide 35339) é um asteroide da cintura principal. Possui uma excentricidade de 0.01907270 e uma inclinação de 1.97911º.
Este asteroide foi descoberto no dia 3 de abril de 1997 por LINEAR em Socorro.